# Etaballia
Etaballia é um género botânico pertencente à família Fabaceae.